# جباليا
جباليا هي مدينة فلسطينية تقع في شمال قطاع غزة. على بُعد نحو 4 كيلومترات إلى الشمال من مدينة غزة، وتتبع إدارياً لمحافظة شمال غزة. بلغ عدد سكانها بحسب الجهاز المركزي للإحصاء الفلسطيني 82,877 نسمة في منتصف عام 2006. يقع مخيم جباليا على مقربة منها في الشمال، وتعتبر بلدة النزلة المجاورة جزءً من بلدية جباليا. والمدينة تحكمها حاليًا حكومة غزة بإدارة حماس، وقد تم تدميره وقصفه خلال الحرب الأخيرة على غزة في أكتوبر 2023.

## التسمية
في اللغة: بفتح أوله وثانيه وسكون اللام وياء وألف، واسمها مأخوذ من العلو والارتفاع ألا وهو الجبل، وأجبل القوم أي ساروا إلى الجبل، وأجبل أي إذا صادف جبلاً من الرمل.
وسميت جباليا نسبة إلى سكانها الجبلية، ومن المدن المقاربة لاسمها: جبلة في اليمن، وجبلة في سوريا، وجباليا فيها جبل من الرمل يرتفع عن سطح البحر نحو 45 قدم.[بحاجة لمصدر]
ذكر المؤرخ الروماني زمانوس في كتاباته بأن الرومان في أواخر القرن الرابع للميلاد أقاموا على جزء من أراضيها بقرية أزاليا، حيث اندثرت هذه القرية عندما رحل الرومان ودخل الفلسطينيون في دين الله مطلع السنة الخامسة عشر للهجرة سنة (636 م)، وأقاموا فيها مسجداً عرف باسم مسجد جباليا نسبة إلى اسم القرية، وفي سنة 1306م حل فيها المماليك الجراكسة وقال لهم الناس جاولية نسبة للأمير سنجر علم الدين الجاولي.[بحاجة لمصدر]

## الآثار
عثر على مقبرة كبيرة تعود إلى القرن الثامن الميلادي بالقرب من جباليا. تشير طريقة العمل فيها إلى أن المجتمع المسيحي في غزة كان ما يزال موجودًا بقوة في بداية الحكم الإسلامي في فلسطين، وقادرًا على الإنجازات الفنية. تُظهر بقايا الرصيف المتبقية من الأيقونات صورًا للحيوانات البرية والطيور والمناظر الريفية. يثبت التأريخ المتأخر لرصيف الفسيفساء أن تدخل محطمي الأيقونات بعد 750 جاء متأخرًا عما كان يُعتقد سابقًا، وأنه مرتبط بالمحافظين العباسيين.
أثناء العمل في طريق صلاح الدين، اكتُشِف بالصدفة ديرٌ من العصر البيزنطي. نقبت دائرة الآثار الفلسطينية في الموقع، وغطت الفسيفساء البيزنطية للدير بالرمال لحمايتها من التآكل الناجم عن التأثير المباشر لمطر الشتاء، كما عثرت أيضًا على خزف بيزنطي.

## تاريخ المدينة
اشتهرت جباليا بتربتها الخصبة وأشجار الحمضيات. حكم حاكم غزة المملوكي سنجر الجولي المنطقة في أوائل القرن الرابع عشر وخصص جُزءًا من أراضيها لمسجد الشمعة الذي بناه في غزة. يوجد في جباليا المسجد العمري الذي يعود تاريخه للقرون الوسطى. جميع أجزاء المسجد الآن بنيت حديثًا، إذ لم يتبق أي أجزاء قديمة منه باستثناء الرواق والمئذنة، ويتكون المبنى من ثلاثة أروقة مدعمة بأربعة أعمدة حجرية.

### الدولة العثمانية
دمجت جباليا في الإمبراطورية العثمانية عام 1517 مع كل فلسطين، وظهرت في 1596 سجلات ضريبية تفيد أنها كانت تقع ضمن لواء غزة. بلغ عدد سكانها في ذلك الوقت 331 أسرة جميعهم مسلمون، وكانوا يدفعون الضرائب على القمح والشعير وكروم العنب وأشجار الفاكهة بما مجموعه 37640 آقجة، وخصص ثلثا تلك الإيرادات للوقف.
في عام 1838، ذكر الباحث إدوارد روبنسون أن جباليا قرية مسلمة تقع في منطقة غزة. وفي عام 1863، اكتشف المستكشف الفرنسي فيكتور جويرين في المسجد أجزاء من مبان قديمة، وبعض الأعمدة المكسورة في البئر. تشير قائمة تعود إلى حوالي عام 1870 حول القرى العثمانية إلى أن عدد سكان جباليا بلغ 828 نسمة يعيشون في إجمالي 254 منزلًا، وقد شمل عدد السكان في القائمة الرجال فقط.
في مسح عام 1883 أجراه صندوق استكشاف فلسطين، وُصِفت جباليا بأنها قرية كبيرة من الطوب، بها حدائق وبئر في الشمال الغربي. كان فيها مسجد اسمه جامع أبو برجس.

### الانتداب البريطاني
في تعداد سكان فلسطين عام 1922 الذي أجرته سلطات الانتداب البريطاني، بلغ عدد سكان جباليا 1775 نسمة جميعهم مسلمون، وزاد عدد سكانها في تعداد عام 1931 إلى 2425، وعاشوا في 631 منزلًا. وفي إحصائيات عام 1945، بلغ عدد سكان جباليا 3520 نسمة جميعهم من المسلمين، وبلغت مساحتها 11497 دونمًا، وفقًا لمسح رسمي للأراضي والسكان، منها 138 دونمًا للحمضيات والموز، و 1009 للمزارع والأراضي الصالحة للري، و 1036 للحبوب، و101 للمباني السكنية.

### السلطة الفلسطينية
في أواخر عام 2006، كانت جباليا مسرحًا لاحتجاجات حاشدة ضد الغارات الجوية على منازل المسلحين. اتصلت القوات الإسرائيلية بمساكن العديد من أعضاء حماس الذين أطلقوا صواريخ على مدنيين إسرائيليين من المنازل على حد وصفهم، وحذرتهم من غارة جوية خلال 30 دقيقة. رد الجيران بتشكيل درع بشري وأوقفوا عملية الهدم بنجاح.

## الجغرافيا
موقع جباليا الجغرافي جزء طبيعي لا يتجزأ من أرض فلسطين، وتقع في منطقة السهل الساحلي إلى شمال شرق مدينة غزة على خط إحداثي محلي شمالي (104.05م)، وخط إحداثي محلي شرقي (100.80م)، ويحيطها من الشمال مدينتا بيت لاهيا وبيت حانون، ومن الجنوب مدينة غزة، ومن الشرق حدود خط الهدنة الثماني والأربعين، ومن الغرب البحر الأبيض المتوسط.
وترتفع عن سطح البحر نحو 35 قدم، ومساحتها تقارب 18 كم، وبالتحديد (17897) دونما، وفي عام 2006 م بلغ عددهم نحو 175000 نسمة، منهم (95,000) نسمة من السكان الأصليين، و (80000) نسمة من اللاجئين، ويعمل معظمهم في الوظائف الحكومية والتجارة والأعمال الحرة،
تنقسم المدينة إلى ثلاث مناطق، وهي بلدة جباليا، النزلة، ومعسكر جباليا.

## السكان
يرجع غالبية السكان بنسبهم إلى الجبالية وهم أخلاط من أروام ومصريين قدماء سكنوها أواخر العهد البيزنطي، أرسلهم يوستينا نوس لحماية الدير الذي بناه لرهبان طور سيناء. وقد عرفوا بالاسم المذكور نسبة إلى جبل الطور وبذلك سميت جباليا نسبة إلى سكانها الجبالية، جباليا مجتمع زراعي حيث يعمل معظم أهلها بالزراعة بالإضافة إلى أنهم يعملون في بعض الوظائف الحكومية  كما يشتهر أغلب سكان جباليا بالبشرة الفاتحة ويعرفون بشدة بأسهم، كان سكان جباليا يدينون النصرانية ولكن أسلموا وتعربوا وامتزجت لغتهم بلغة القبائل القادمة من شبه الجزيرة العربية ومصر. وحالياً جميع السكان يدينون الإسلام - المذهب السني.

## الحياة الاجتماعية والثقافية
تربط أهالي جباليا علاقات دينية واجتماعية وتجارية مع المدن والقرى الفلسطينية وخاصة مدينتي غزة والخليل، فقد كانوا يشاركون بعضهم البعض في جميع المناسبات الدينية والاجتماعية منذ زمن طويل.
كان المسجد مدرسة وفيه ألواحُ من الصفيح يكتبون عليها، وكانوا يستقبلون فيه ضيوفهم الوافدين إليهم من أهل العلم وغيرهم، وكانوا إذا أرادوا الحج احتفلوا في الليلة الأولى قبل أنطلاقهم للحجيج، ومن عاداتهم عند الوداع ضرب الطبول والدبكة، وينشدون أنشودة «طلع البدر علينا» وفي كل المناسبات والأفراح تراهم يلبسون السراويل والطرابيش المنسوجة من الصوف ووبر الجمال وغيرها، والقنباز ولبس الحطة والعقال محل الكوفية ولها أسماء متعددة منها: (هندية، دماية، قنباز، سُرتية)، ولهم أقوال وأمثلة شعبية كانوا يتغنون بها في الأفراح وتستمر لساعات متأخرة من الليل، ثم يعدون الذبائح في المناسبات ويرسلون للعائلات والأصدقاء ويقدمون لهم واجب الغذاء.
عرف عنهم في فلاحة الأرض وأيام الحصاد أنهم كانوا يحرثون الأرض بمحراث من الخشب يتصل به جسيم من الحديد كالشوكة يشق الأرض ويبذرونها باستخدام الدواب والحمير ويأتون بنصف الناتج لصاحب الأرض والنصف الآخر يكون من نصيبهم إن كان قمحاً أو شعيراً أو عدس يطهونه، وخبزاً يخبزونه كأرغفة الطابونة المعروفة لديهم باسم طبن النار، وهي من خبز أفران الطين، ومما لاشك فيه أن جدران بيوتهم الطينية كانت عبارة عن مخازن للحبوب والتبن الناعم الذي كان يجبل مع الطين في إصلاح البيوت أواخر الخريف استعداداً لفصل الشتاء، وكان سكان جباليا يتبادلون المنتجات ويستوردون البضائع من غزة والخليل، خاصة زيت الزيتون والحلويات والأقمشة، واشتهروا بالفلاحة وزرع الخضروات والحمضيات والفواكه واللوز والتين والزيتون، وكانوا يبيعون منتجاتهم في سوق التركماني شرق غزة، ويتبادلون السلع فيما بينهم، وبالرغم من الظروف المعيشية الصعبة التي كانت تواجههم إلا أنهم كانوا يغطون حاجياتهم الأساسية وأحياناً قد تزيد فيتقاسموها فيما بينهم، حيث تعرض شمال غزة إلى كارثة طبيعية، فقد أجتاحها الجراد عام (1914م) من الشرق والشمال ليقضم كل ما هو أخضر فيها، وتبعه في عام (1915م) وباء الكوليرا الذي حصد العديد من سكانها، وأجريت عملية إحصاء سكانية شاملة عام (1922م)، فوجد (1775) نسمة يقطنون هذه البقعة من أرض فلسطين، وفي إحصاءات عام 2006م بلغ عدد سكانها الأصليين نحو (95,000) نسمة، وبلغ عدد اللاجئين نحو (80000) نسمة، ليكون عدد سكان المدينة نحو 175000 نسمة.
ومع تطور الحياة الاقتصادية والاجتماعية فقد شهدت جباليا قبل وبعد عام 1947م حركة عمرانية نشطة منها تأسيس مدرسة للبنين عام (1919م)، وبلغ عدد طلابها نحو (345) طالباً، وكان للمدرسة مكتبة بلغ عدد ما فيها من كتب نحو (536) كتاباً، وفي عام (1921م) تم بناء أول مدرسة للبنات في قضاء غزة، وبلغ عدد الطالبات فيها نحو (59) طالبة، وفي عام (1937م) تم تأسيس مدرسة في النزلة، وعرفت باسم مدرسة حليمة السعدية، وكان في جباليا مجلس قروي تأسس سنة 1952م، وتحول إلى بلدية سنة 1996م.
وظلت جباليا محتفظة بطابعها الإسلامي وهويتها الدينية والثقافية وفاءً للآباء والأجداد، ولم يبيعوا شبراً واحداً من أراضيهم، ولكنهم ابتلوا بالانتداب البريطاني أولاً، ً ثم بالاحتلال الإسرائيلي ثانياً بتجريف أراضيهم ومصادرة آلاف الدونمات منها، وضمها إلى داخل الخط الأخضر بحجة أنها منطقة صفراء حسب اتفاقية أوسلو في 13 سبتمبر 1993م، إضافة إلى هدم العديد من البيوت والمصانع والآبار الارتوازية.

## مؤسسات جباليا
يوجد في مدينة جباليا أربع مدارس للذكور وأربع مدارس للإناث وثلاث مدارس مختلطة، ويبلغ عدد الشعب فيها (270) شعبة، وعدد الطلبة نحو (6240) طالباً و (5231) طالبة، وفيها (182) معلماً ومعلمة، لكن المدينة اليوم تعاني من نقصٍ شديد في الخدمات الصحية والثقافية، فهي بحاجة إلى إقامة بعض المراكز الصحية والثقافية وسط البلدة، فالناظر في داخل التجمع يلاحظ النقص الشديد في الكثير من هذه الخدمات بالرغم من وجود العديد من المؤسسات القائمة في مدينة جباليا، ومنها مايلي:
بلدية جباليا، وجمعية نماء للتنمية والتطوير، وجمعية الهلال الأحمر الفلسطيني فرع جباليا، وجمعية الفلاح الخيرية ومركزها الطبي، وجمعية بناة فلسطين الخيرية، ومستشفى العودة، ومركز اللحيدان الطبي، ومركز العصرية الثقافي، وعيادة شهداء جباليا، وعيادة الشهيد محمد أبو شباك، وعيادة جباليا للاجئين الفلسطينيين، ومركز البرامج النسائية، ومركز إعادة الإصلاح المجتمعي، وجمعية جباليا للتأهيل، وعيادة الكلية الطبية «حجازي»، وثلاث صالات أفراح، ونادٍ رياضي عدد (2)، ومركز شباب جباليا الثقافي، ومركز خليل سمارة الثقافي، ومبنى الأولمبية الفلسطيني، والجمعية الإسلامية في مدينة جباليا، ولجنة زكاة مدينة جباليا، وجمعية بيتنا للتنمية والتطوير المجتمعي، ومبنى بنك فلسطين المحدود فرع جباليا، ومبنى البنك الإسلامي الفلسطيني الخاص المملوك للحاج حسن عسلية ومركز إطفائية، ومركزاً للأمن والشرطة، وشركة للاتصالات والبريد.
ويوجد في المدينة قرابة (23) مسجداً و (23) جمعية ومركزاً لتحفيظ القرآن الكريم وعدة مؤسسات ومرافق عامة من أهما: مركز شهداء جباليا الطبي، فهي تقع قريباً من وسط المدينة، وتبلغ مساحتها (26m x 60m)، وقد أُنشئت في نهاية التسعينات لاستيعاب التزايد الطردي في عدد السكان، وتقديم العديد من الخدمات الأولية بالرغم من ذلك فهي لا تستوعب أعداد السكان أو حالات الطوارئ، حيث يتم استقبال حالات الطوارئ البسيطة أو حالات الولادة الميسرة، أما الحالات الصعبة فيتم تحويلها إلى مستشفى الشفاء أو العيون أو الأطفال بغزة.

## ذاكرة جباليا

### الاجتياح والمجازر الإسرائيلية
أثبتت جباليا للعالم قدرتها على صد الاجتياح الإسرائيلي على شمال غزة عام 2003م، وتلاه في التاسع والعشرين من سبتمبر عام (2004م) اجتياح منظم ضد جباليا رغبة في كسر شوكتها والانتقام منها، لكنها في كل مرةٍ أثبتت عصيانها على الانكسار بالرغم من المعارك التي خاضتها مع القوات الإسرائيلية، ثم كانت معركة الفرقان سنة 2009م، ونجحت فيها المقاومة الفلسطينية شرق جباليا في اختطاف وقتل العديد من جنود الاحتلال مما دفع إسرائيل إلى استخدام نصف سلاح الجو وتدمير المنازل بشكل جنوني دون جدوى.
مجزرة جباليا في يوم 7/6/1967م.
مجزرة جباليا في سنة (1968م).
مجزرة جباليا في سنة 1987م، والتي أشعلت الانتفاضة الأولى.
مجزرة جباليا في يوم 6/3/2003م.
مجزرة جباليا في يوم 10/6/2003م.
مجزرة اجتياح شمال غزة في يوم 29/9/2004م.
مجزرة جباليا في الفترة ما بين 27 فبراير 2008 وحتى الرابع من مارس 2008م.
مجازر صهيونية شرق جباليا أثناء [الحرب الصهيونية على قطاع غزة] عام 2009م.
في 31 أكتوبر 2023 وخلال معركة طوفان الاقصى، قام الاحتلال بارتكاب مجزرة جديدة، بعد ان قصف مربعاً سكنياً محاذياً للمستشفى الأندونيسي في جباليا شمال غزة، وقالت وزارة الداخلية في غزة، إن مخيم جباليا تعرّض لقصف بـ6 قنابل تزن كل واحدة طنا من المتفجرات، وإن الاحتلال دمّر حيا سكنيا وسط المخيم بشكل كامل، وأشارت وزارة الصحة في غزة إلى أن المجزرة أسفرت عن سقوط 400 بين شهيد وجريح، فيما أدعى الاحتلال ان الضربة كانت موجهة الى قائد كتيبة وسط جباليا في حركة حماس وهو المسؤول عن المعارك في شمال غزة منذ بدء الحرب، وقد نفت حركة حماس هذه المزاعم.